# Cuarteles de invierno
Cuarteles de invierno és una pel·lícula argentina dramàtica de 1984 dirigida per Lautaro Murúa i protagonitzada per Oscar Ferrigno i Eduardo Pavlovsky. Està basada en la novel·la homònima d'Osvaldo Soriano. Va ser l'últim film realitzat per l'actor i director xilè, qui va coescriure el guió. Va ser estrenada el 6 de setembre de 1984.

## Argument
A les acaballes de la forta onada repressora duta per la junta militar argentina el 1980, Tony Rocha, un boxador en decadència, i Andrés Galván, un cantant de tangos, han estat contractats en un poble petit de l'interior per un espectacle d'entreteniment organitzat per les tropes. Tots dos es fan íntims amics i decideixen limitar-se a fer la seva feina i no comprometre's amb els militars, raó per la qual seran qüestionats per l'exèrcit.

## Repartiment
- Oscar Ferrigno... Galván
- Eduardo Pavlovsky... Tony Rocha
- Ulises Dumont... Mingo
- Adriana Ferrer... Marta
- Enrique Almada... Dr. Bayo
- Gogó Andreu
- Patricio Contreras
- Acosta Oscar Florentino ... Marcial Sepúlveda
- Carmen Luciarte
- Luis Luque
- Arturo Maly
- Jorge Morales
- Eduardo Nobili
- Marcela Palacios
- Aldo Romero
- Sergio Rondan
- Renée Roxana
- Santos Zacarías